# 今井雅晴
今井 雅晴（いまい まさはる、1942年8月 - ）は、日本の歴史学者。筑波大学名誉教授、真宗文化センター所長、東国真宗研究所所長。専門は日本中世史、日本仏教史。東京教育大学附属中学校・高等学校（現・筑波大学附属中学校・高等学校）を経て、東京教育大学大学院文学研究科博士課程日本史学専攻修了（1977年・文学博士）。時宗の一遍研究や浄土真宗の親鸞研究に関する著書多数、特に親鸞研究に関しては未だに謎の多い関東における動向について、史料の再検討と現代社会に鍛えられた視点による「新しい親鸞像」の構築を唱えている。また、国際交流活動を通した日本と他国との相互理解、日本の文化発信にも取り組んでいる。

## 来歴
東京に生まれる。
東京教育大学附属中学校・高等学校（現・筑波大学附属中学校・高等学校）を経て、東京教育大学卒。1977年、東京教育大学大学院博士課程修了。「時宗成立史の研究」で、文学博士の学位を授与される。
茨城大学助教授、同教授を経て筑波大学歴史・人類学系教授。2006年同大学大学院定年退職、名誉教授、真宗文化センター所長、東国真宗研究所所長。2012年エジプト・アインシャムス大学客員教授。

## 略歴
- 1942年（昭和17年）8月 - 東京都生まれ。
- 1961年（昭和36年）3月 - 東京教育大学附属中学校・高等学校（現・筑波大学附属中学校・高等学校）卒業。
- 1977年（昭和52年）3月 - 東京教育大学大学院文学研究科博士課程日本史学専攻修了、文学博士の学位を取得。
- 1977年（昭和52年）4月 - 茨城大学人文学部助教授
- 1988年（昭和63年）3月〜8月-アメリカ・テンプル大学客員研究員（文部省在外研究貝）
- 1992年（平成4年）3月〜7月-中国・北京日本学研究センター客員教授
- 1992年（平成4年）9月〜1993年1月-アメリカ・プリンストン大学客員教授
- 1992年（平成4年）9月〜1993年8月-アメリカ・フィラデルフィア美術館客員研究員
- 1993年（平成5年）2月〜3月-アメリカ・プリンストン大学客員研究員
- 1996年（平成8年） - 筑波大学歴史・人類学系教授。この間、大学院歴史・人類学研究科長、日本語・日本文化学類長などを歴任。
- 1999年（平成9年）3月-スロヴェニア・リュブリャーナ大学客員教授
- 2000年（平成12年）9月〜11月-アメリカ・コロンビア大学客員教授
- 2006年（平成18年） - 筑波大学を定年退職、同大学名誉教授。
- 2006年（平成18年）4月〜8月 -筑波大学国際交流アドヴァイザー
- 2006年（平成18年）10月-東京・西新橋に真宗文化センターを設立、所長に就任
- 2007年（平成19年）2月〜3月-台湾・政治大学客員教授
- 2007年（平成19年）9月-ウズベキスタン・タシケント国立東洋学大学客員教授
- 2008年（平成20年）4月〜5月-台湾・政治大学客員教授
- 2010年（平成22年）10月〜12月-エジプト・アインシャムス大学客員教授
- 2011年（平成23年）10月〜11月-エジプト・アインシャムス大学客員教授
- 2012年（平成24年）10月-エジプト・アインシャムス大学客員教授
- 2014年（平成26年）10月-エジプト・カイロ大学客員教授

## 著書
- 『時宗成立史の研究』（吉川弘文館、1981年）
- 『中世社会と時宗の研究』（吉川弘文館、1985年）
- 『鎌倉新仏教の研究』（吉川弘文館、1991年）
- 『中世を生きた日本人』（学生社、1992年）
- 『日本の奇僧・快僧』（講談社現代新書、1995年）
- 『一遍 - 放浪する時衆の祖』（三省堂、1997年）
- 『茨城の禅宗』筑波書林、1997
- 『親鸞 絶望を希望に変えた思想』日本実業出版社　1997
- 『親鸞とその家族』（自照社出版、1998年）
- 『親鸞と東国門徒』（吉川弘文館、1999年）
- 『アメリカにわたった仏教美術　フィラデルフィア美術館を中心に』（自照社出版、1999年）
- 『親鸞と本願寺一族　父と子の葛藤』（雄山閣出版、1999年）
- 『捨聖 一遍』吉川弘文館（歴史文化ライブラリー）1999年
- 『一遍と中世の時衆』（大蔵出版、2000年）
- 『親鸞と蓮如の世界』筑波書林 2000
- 『親鸞の家族と門弟』（法蔵館、2002年）
- 『親鸞と浄土真宗』（吉川弘文館、2003年）
- 『親鸞と恵信尼』（自照社出版、2004年）
- 『恵信尼消息に学ぶ』真宗大谷派宗務所出版部　2007年
- 『わが心の歎異抄』東本願寺出版部、2007年
- 『茨城と親鸞』（茨城新聞社、2008年）
- 『親鸞と如信』自照社出版 2008
- 『親鸞聖人と東国の人々 歴史を知り、親鸞を知る』（自照社出版、2009年）
- 『恵信尼さまってどんな方？ 歴史を知り、親鸞を知る』（自照社出版、2009年）
- 『親鸞の風景』（茨城新聞社、2009年）
- 『二十九歳の親鸞聖人 歴史を知り、親鸞を知る』（自照社出版、2010年）
- 『親鸞聖人稲田草庵 歴史を知り、親鸞を知る』（自照社出版、2011年）
- 『関白九条兼実をめぐる女性たち』（自照社出版、2012年）　歴史を知り、親鸞を知る
- 『親鸞をめぐる人びと』（自照社出版、2012年）
- 『五十三歳の親鸞―下野国への布教―』（「関東の親鸞」シリーズ⑦、真宗文化センター、2012年）
- 『現代語訳　恵信尼からの手紙』（法蔵館、2012年）
- 『人をあるく　親鸞と東国』（吉川弘文館、2013）
- 『恵信尼　親鸞とともに歩んだ六十年』（法蔵館、2013年）
- 『アインシャム子大学に赴任して（続々）』（自照社出版、2013年）
- 『五十五歳の親鸞―嘉禄の法難のころ―』（「関東の親鸞」シリーズ⑧、真宗文化センター、2013年）
- 『常陸の親鸞聖人―常陸国府から鹿島神宮へ―』（自照社出版、2013年）
- 『日本語と日本人のこころ』（国際交流基金カイロ日本文化センター2013年）
- 『五十六歳の親鸞―家族と恩愛―』（「関東の親鸞」シリーズ⑨、真宗文化センター、2013年）
- 『親鸞と東国』（吉川弘文館、2013年）
- 『恵信尼―親鸞と歩んだ六十年―』（法蔵館、2013年）
- 『親鸞の伝承と史実　関東に伝わる聖人像』（法蔵館、2014年）
- 『五十六歳の親鸞・続―北条氏の家族の悲劇―』（「関東の親鸞シリーズ」⑩、真宗文化センター、2014年）
- 『親鸞聖人の家族と絆』（自照社出版、2014年）
- 『五十六歳の親鸞・続々―一切経校合―』（「関東の親鸞シリーズ」⑪、真宗文化センター、2014年）
- 『日本人のこころの言葉　一遍』（創元社、2014年）
- 『親鸞と歎異抄』（吉川弘文館、2014年）
- 『親鸞と門弟―関東の風土の中で。門弟の側から―』（真宗文化センター、2015年）
- 『日本研究の修士論文と博士論文の書き方―文学研究を中心にして―』（エジプト・カイロ日本文化センター【国際交流基金】、2015年）
- 『五十六歳の親鸞・又続―相模国への布教―』（「関東の親鸞シリーズ」⑫、真宗文化センター、2015年）
- 『親鸞聖人の越後流罪を見直す』（自照社出版、2015年）
- 『仏都鎌倉の一五〇年』(歴史文化ライブラリー、吉川弘文館、2020年)

## 共編著
- 『日本名僧辞典』中尾堯共編、東京堂出版、1976
- 『日本名僧論集 第5巻　重源 叡尊 忍性』中尾堯共編、吉川弘文館、1983
- 『日本仏教宗史論集 第10巻　一遍上人と時宗』橘俊道共編、吉川弘文館、1984
- 『一遍辞典』編　東京堂出版、1989
- 『中世仏教の展開とその基盤』編　大蔵出版、2002
- 『遊行の捨聖　一遍』吉川弘文館、2004
- 『親鸞の風景』飛田英世共著 監修　茨城新聞社 2009
- 『知っておきたい名僧のことば事典』中尾尭共編　吉川弘文館、2010

### 論文
- CiNii>今井雅晴
- INBUDS>今井雅晴

## 記念論集
- 『中世文化と浄土真宗』今井雅晴先生古稀記念論文集編集委員会編　思文閣出版、2012